# Lyceum Theatre (Broadway)

Le Lyceum Theatre est une salle de théâtre de Broadway située au 149 West 45th Street à Manhattan (New York).

## Liminaire
Ouvert en 1903, avec le New Amsterdam Theatre, il est l'un des deux plus anciens théâtres de Broadway et est le plus ancien fonctionnant sans interruption à New York. C'est aussi le premier théâtre de Broadway à être classé monument historique, en 1974 et est l'un des rares théâtres de New York qui ait gardé son nom original depuis son inauguration.

## Historique
Conçu par les architectes Herts et Tallant, le Lyceum Theatre a été construit par l'imprésario Daniel Frohman, afin de remplacer son théâtre de la Quatrième avenue, fermé en avril 1902. Sa nouvelle salle ouvre le 2 novembre 1903, avec la pièce The Proud Prince. Son frère Charles en a été directeur jusqu'à sa mort survenue en 1915. Parmi les artistes de premier plan qui ont joué sur la scène de la salle dans ses premières années d’existence figurent Ethel Barrymore, Billie Burke, Basil Rathbone, Fanny Brice, Walter Huston, Miriam Hopkins et Cornelia Otis Skinner.
Le théâtre a conservé sa conception originale, y compris ses escaliers de marbre. La salle comprend trois niveaux et reste l'un des plus petits théâtres de Broadway en termes de capacité, avec seulement 922 sièges. Un appartement situé au-dessus de l'orchestre, à l'origine utilisé par Frohman, est aujourd'hui le siège des Archives Shubert.

## Données chiffrées
Le Lyceum Theatre peut accueillir 922 spectateurs, 398 au parterre, 287 à la galerie et 210 au balcon.
La scène mesure forme un carré d'environ 10 mètres de côté et l'avant-scène est large de 10 mètres pour une hauteur de 9,6 mètres.

## Productions notables
- 1903 : The Admirable Crichton
- 1910 : The Importance of Being Earnest
- 1910 : The Assumption of Hannele
- 1912 : The Loves of Queen Elizabeth – film muet avec Sarah Bernhardt, première aux États-Unis
- 1919 : The Gold Diggers
- 1935 : Three Men on a Horse
- 1936 : The Postman Always Rings Twice
- 1946 : Born Yesterday
- 1950 : The Country Girl
- 1952 : Time Out For Ginger
- 1955 : A Hatful of Rain
- 1957 : Look Back in Anger
- 1960 : A Taste of Honey
- 1965 : Entertaining Mr Sloane
- 1972 : Liza with a Z
- 1973 : Out Cry
- 1975 : The Lieutenant
- 1976 : Something's Afoot
- 1980 : Morning's at Seven
- 1982 : "Master Harold"...and the Boys
- 1985 : As Is
- 1995 : Gentlemen Prefer Blondes
- 1997 : The Sunshine Boys
- 1999 : Night Must Fall
- 2003 : I Am My Own Wife
- 2005 : Steel Magnolias
- 2006 : The Lieutenant of Inishmore
- 2007 : Inherit the Wind ; Is He Dead?
- 2008 : Macbeth ; [title of show]
- 2009 : reasons to be pretty ; In the Next Room (ou The Vibrator Play)
- 2010 : Looped ; The Scottsboro Boys
- 2011 : Ghetto Klown
- 2012 : Venus in Fur
- 2013 : The Nance ; A Night with Janis Joplin
- 2014 : The Realistic Joneses ; Disgraced
- 2015 : The Visit ; A View from the Bridge
- 2016 : Fully Committed ; Oh, Hello
- 2017 : The Play That Goes Wrong
- 2019 : Be More Chill ; A Christmas Carol
- 2020 : Sing Street